# Sebastian Cederschiöld
Carl Hugo Sebastian Cederschiöld, född 27 mars 1974 i Engelbrekts församling i Stockholm, är en svensk politiker (moderat). Han invaldes i riksdagen 2006, men lämnade sin plats för att istället arbeta som lobbyist för konsultbolaget JKL i Bryssel. Han är son till de båda moderata politikerna Carl och Charlotte Cederschiöld.
Cederschiöld studerade till jurist vid Stockholms universitet och arbetade senare för Europaparlamentets talman Nicole Fontaine. Han är chef för JKL:s EU-verksamhet och var tidigare ordförande i Europeiska ungdomsparlamentet.